# Bratuhin B-11
Bratuhin B-11 je bil prototip sovjetskega transportnega helikopterja. Imel bi dva transverzna rotorja nameščena pri straneh. B-11 je bil zadnji Bratuhinov dizajn, ki je bil zgrajen.
B-11 je bil podoben prejšnjemu B-5 - dvorotorski helikopter vsak z enim zvezdastim motorjem Ivčenko AI-26. Prvič je poletel junija 1948, na testnih letih so imel probleme z vrijem na rotorju pri velikih hitrostih in visoke resonančne vibracije na celem helikopterju. Avgusta 1948 so prizemljili prototip, da bi našli vzroke za probleme.
13. decembra 1948 se je krak rotorja odlomil in povzročil nesrečo, kjer sta umrla oba pilota. Prototip so predelali, vendar se je leta 1949 spet pojavil vrij na rotorju. Bratuhin je potem spet predelal helikopter, vendar se je načrtovanje hitro končalo, ko so zaprli brio Bratuhin.

## Tehnične specifikacije
- Posadka: 3
- Dolžina: 9,76 m (32 ft 0 in)
- Prazna teža: 3 398 kg (7 491 lb)
- Maks. vzletna teža: 4 510 kg (9 943 lb)
- Motorji: 2 × Ivčenko AI-26G(F) zvezdasti motor
- Premer rotorja: 2X 10,00 m (32 ft 10 in)
- Površina rotorja: 2X 74,71 m2 (804,2 sq ft)

- Maks. hitrost: 155 km/h (96 mph; 84 kn) na višini 1500m (4920ft)
- Dolet: 328 km (204 mi; 177 nmi)
- Višina leta (servisna): 2 550 m (8 366 ft)